# Juan Federico Ponce Vaides
Juan Federico Ponce Vaides (ur. 1889, zm. 1956) – gwatemalski polityk i wojskowy (w stopniu generała), prezydent Gwatemali od 4 lipca do 20 października 1944, bliski współpracownik i następca dyktatora Jorge Ubico.